# J.A. Topf und Söhne

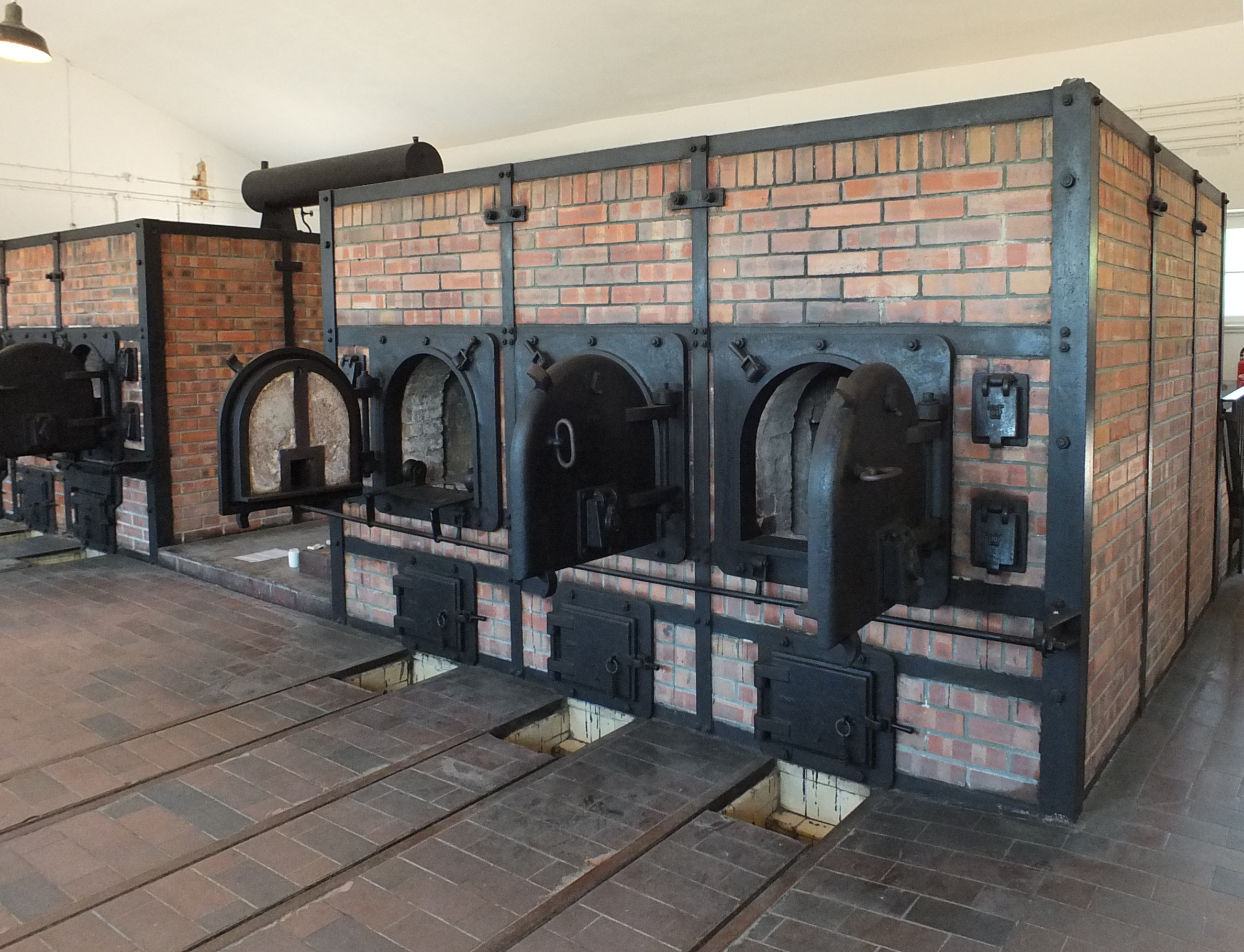
Buchenwald crematieovens

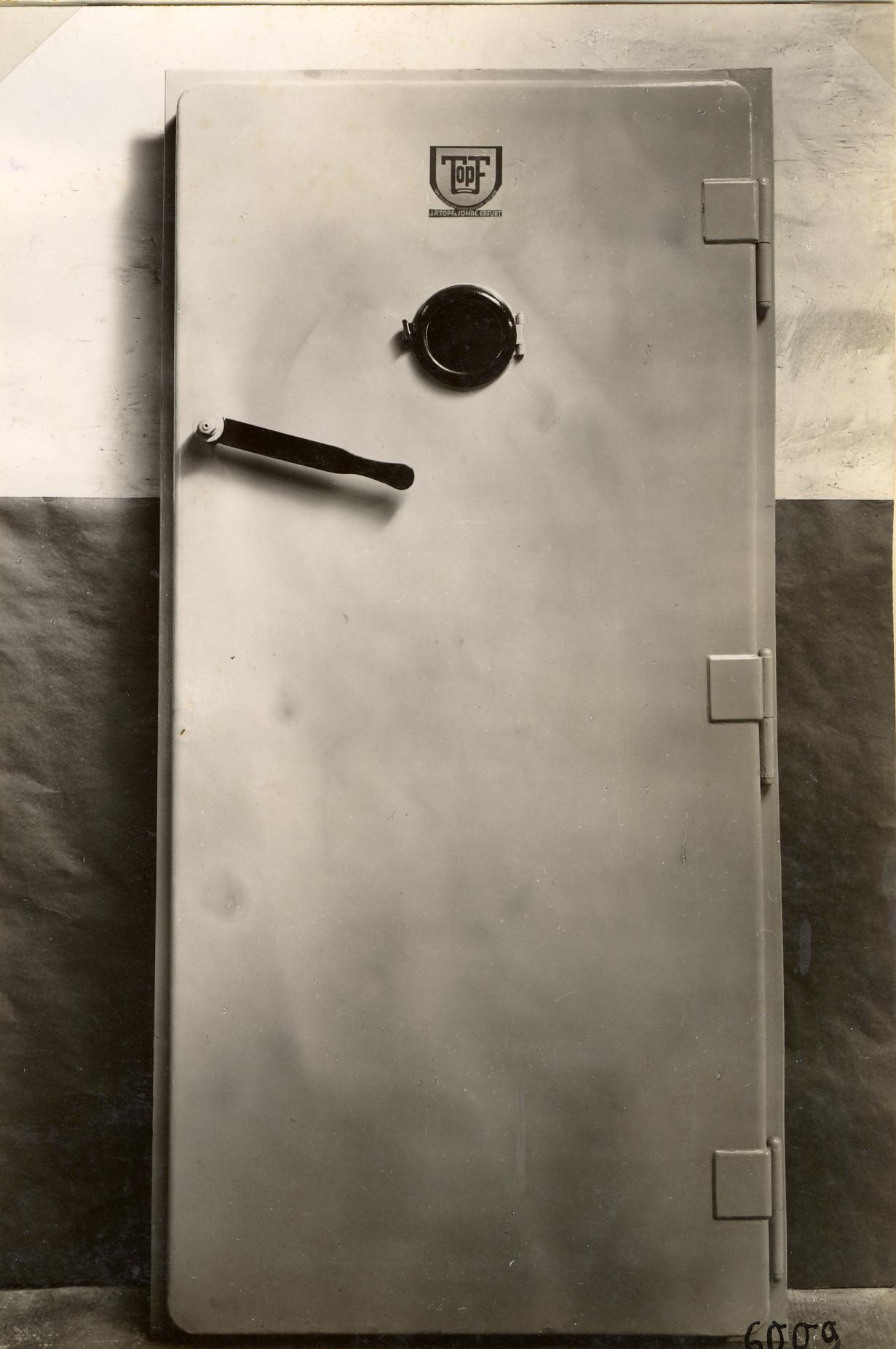
Gasdichte metalen deur van J.A. Topf und Söhne rond 1943

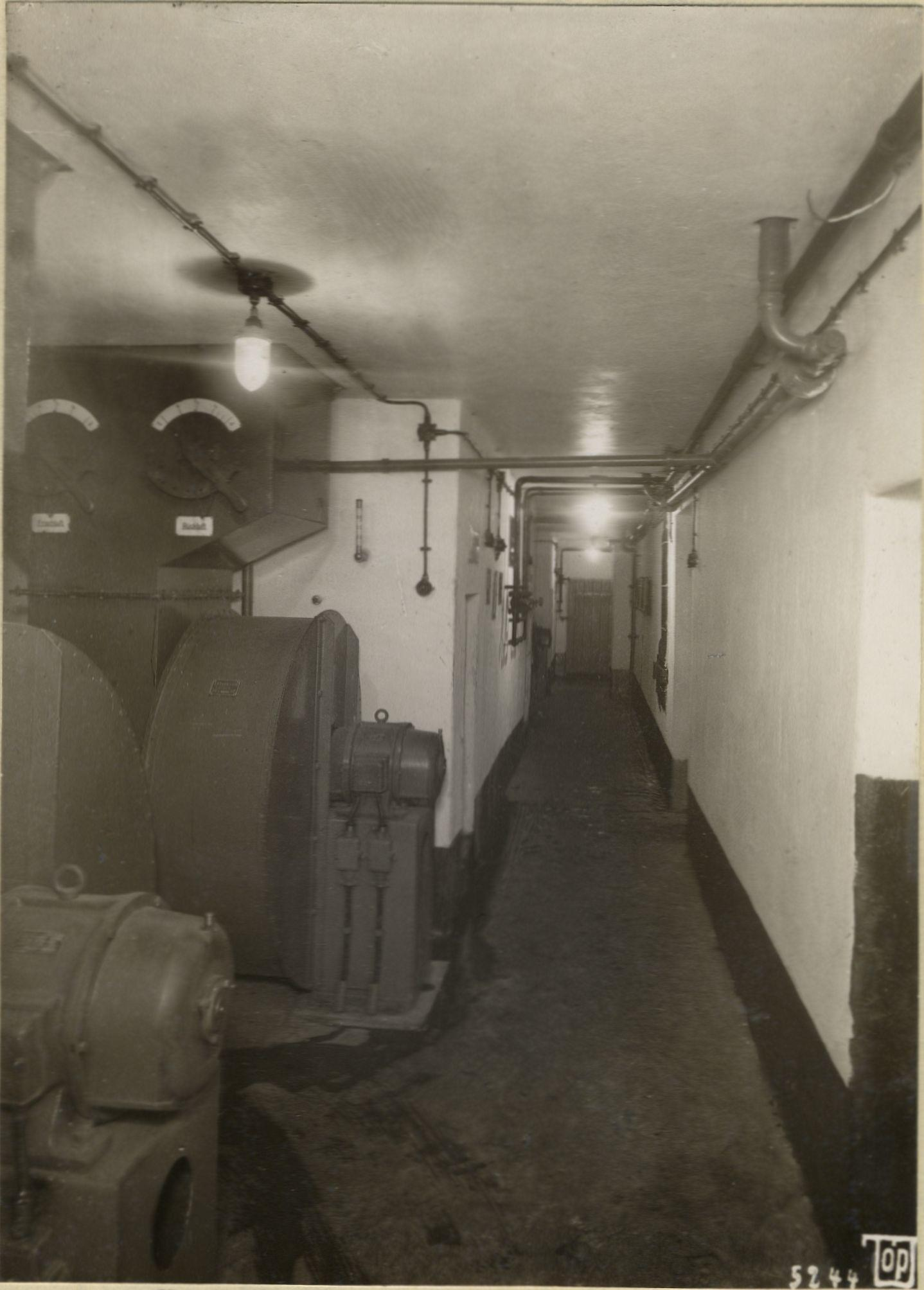
Ventilatie-apparatuur opgesteld in een kelderruimte, 1925-1931

J.A. Topf und Söhne was een Duits bedrijf dat technische installaties bouwde. Het bedrijf werkte ook mee aan de bouw van crematoria in Auschwitz-Birkenau en andere vernietigingskampen in nazi-Duitsland. Het bedrijf heeft ook ontluchtingsinstallaties voor de gaskamers ontworpen en daar gasdichte deuren geïnstalleerd.

## De firma
De firma Topf & Söhne werd in 1878 in Erfurt opgericht en was gespecialiseerd in stookinstallaties. In het begin van de 20ste eeuw was de onderneming op wereldniveau al een van de grootste fabrikanten van installaties voor brouwerijen. In 1914 begaf het bedrijf zich op een nieuwe markt en begon verbrandingsinstallaties voor stedelijke crematoria te bouwen. Hoewel deze speciale ovens voor de firma steeds slechts een kleine nevenactiviteit bleven, kon het bedrijf toch al snel een plaats als marktleider voor crematoriumovens in Duitsland veroveren. De installaties van Topf & Söhne zetten een nieuwe standaard voor de crematie bij kerkelijke uitvaarten.

## De broers Topf
Ludwig en Ernst Wolfgang Topf begonnen in het begin van de jaren 30 voor het door hun grootvader opgerichte bedrijf te werken. Door lucratieve opdrachten zoals de bouw van magazijnen voor het leger konden ze hun firma, die door de crisis in de wereldeconomie klappen gekregen had, consolideren. Uit de opdrachten van de SS - die minder dan 2% van de omzet uitmaakten - haalden ze evenwel geen winst. In 1941 kon Ludwig Topf zich aan zijn legerdienst onttrekken door te stellen dat hij voor het Auschwitzproject onmisbaar was. Na de oorlog pleegde hij zelfmoord. Ernst Wolfgang Topf probeerde in het Westen een firma voor crematoria- en afvalverbrandingsovens op te bouwen.

## De ingenieurs
In het bedrijf waren de broers Topf op de lange ervaring van hun toenmalige afdelingsleiders en ingenieurs aangewezen. Die ontwikkelden de speciale machines van Topf die vervolgens in de eigen ateliers geproduceerd werden. Kurt Prüfer, leider van de afdeling Bouw van Speciale Ovens, had intern een moeilijke positie, omdat hij volgens de bedrijfsleiding te weinig winst opleverde. Hij was het die vanaf 1939 het zakelijke partnerschap van Topf & Zonen met de SS versnelde en was een van de vier ingenieurs die in 1946 door de Sovjetambtenaren gearresteerd en veroordeeld werden. Hij stierf in 1952 in de Goelag.

## Tweede Wereldoorlog

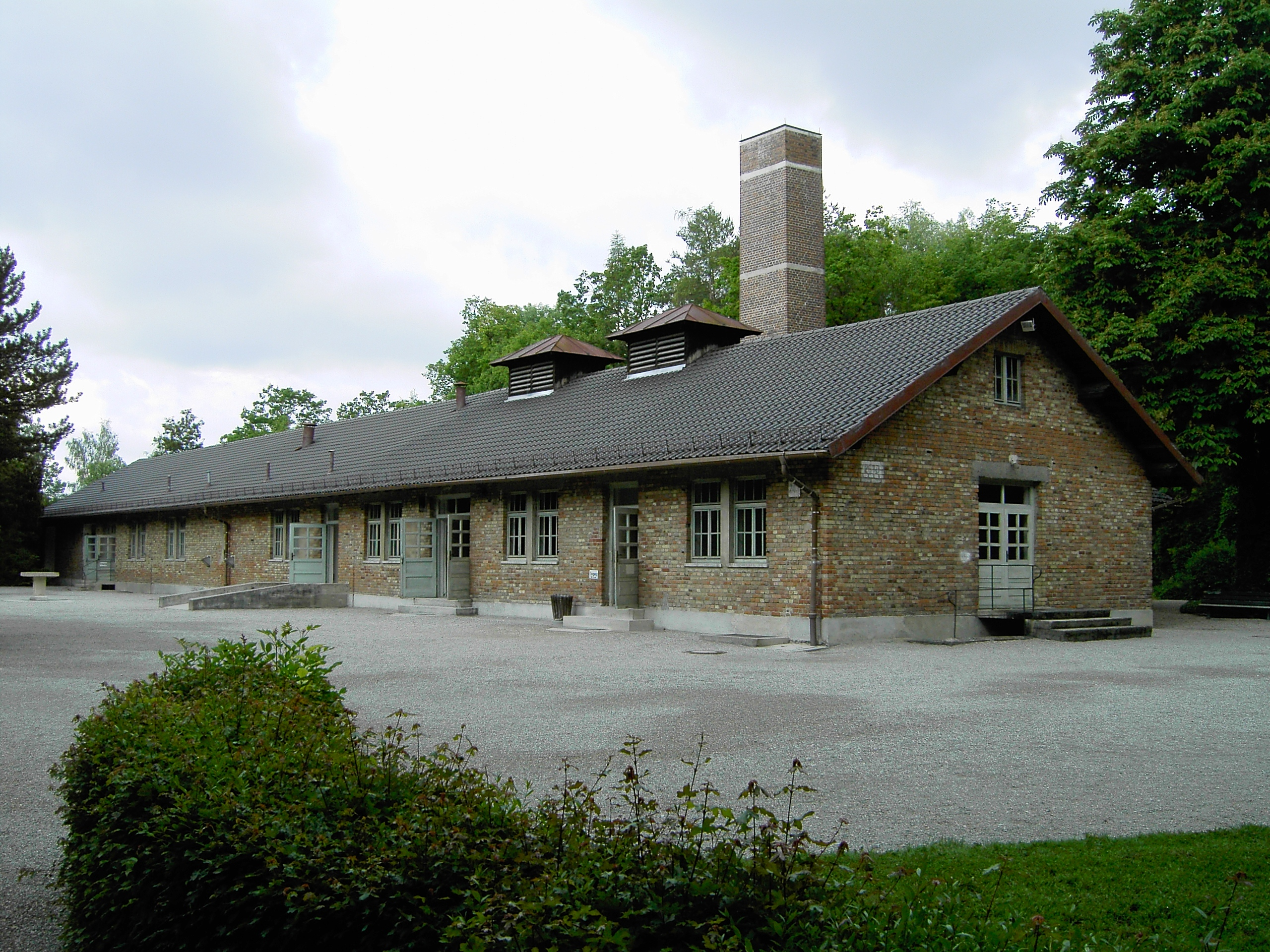
Crematorium van Dachau

J.A. Topf und Söhne ging in 1940 een samenwerkingsverband aan met het Reichssicherheitshauptamt (RSHA), dat het beheer over de concentratiekampen had. Het bedrijf had in het eerste oorlogsjaar een flinke financiële klap gekregen en in april 1941 was de schuld opgelopen tot bijna een half miljoen Reichsmark. Eventuele morele bezwaren werden aan de kant geschoven, teneinde het bedrijf te redden. In oktober 1941 ging J.A. Topf und Söhne samenwerken met Karl Bischoff, die belast was met de bouw van Auschwitz-Birkenau. Eerder had het bedrijf al crematoria geleverd voor de concentratiekampen Dachau, Buchenwald,  Gusen en het Stammlager van Auschwitz.
De capaciteit van de crematoria in Auschwitz-Birkenau was uitzonderlijk hoog. Per crematorium konden er per dag 4.416 lijken worden verbrand. De crematoria werden door ingenieurs van Topf und Söhne in de concentratiekampen geïnstalleerd. Daarnaast installeerden deze ingenieurs een ventilatiesysteem voor de gaskamers, waardoor er een snelle luchtdoorvoer plaatsvond. Hierdoor konden de vergassingen sneller achter elkaar plaatsvinden.

### Medeplichtigheid aan de massamoorden

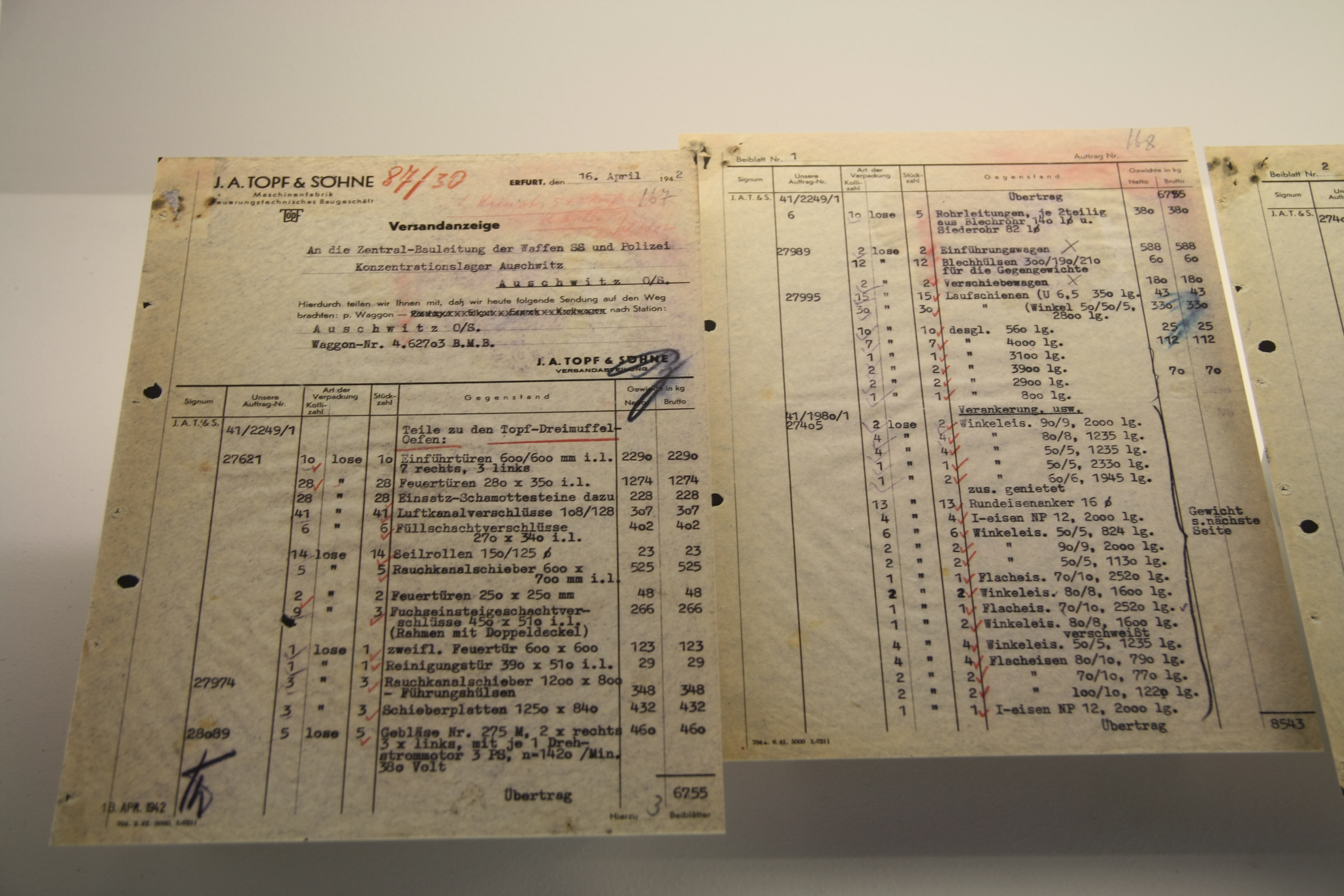
Leveringsbericht van 16 april 1942 van onderdelen van ovens aan Auschwitz

Ondanks de vele inspanningen om alles in de doofpot te stoppen, hebben medeweten en mededaderschap hun sporen achtergelaten. Bedrijfsleiding, ingenieurs en monteurs leverden volgens de eisen van de SS niet alleen de verbrandingsovens voor het opruimen van de vermoorde mensen - ze perfectioneerden ook de gaskamers. Daarvoor was het nodig om de eerste massamoorden en verbrandingen in de crematoria te observeren. De betrokken medewerkers gebruikten hun ervaringen voor de optimalisering van de vernietigingsinstallaties.
Als getuigen van de massamoord probeerden de gevangenen al voor de bevrijding van Auschwitz getuigenissen achter te laten. Ooggetuigenverslagen van leden van de "Sonderkommando's" die gedwongen waren om in de crematoria te werken, documenteren het verloop van de massamoord en het opruimen van de lijken. Ze getuigen over wat de mensen daar aangedaan werd. Tegelijk bevestigen zij de betekenis die Topf & Söhne voor de perfectionering van de industrieel uitgevoerde vernietiging had.
De vernietiging van mensen was in het nationaalsocialisme geen voorbijgaand verschijnsel. Ze was, zo beseften ze bij Topf & Söhne, duidelijk voor langere tijd opgezet en om nog verder ontwikkeld te worden. Zonder opdracht, uit eigen beweging, bedachten de ingenieurs van de firma nog efficiëntere installaties voor het opruimen van steeds meer mensen. Ze liepen met hun ontwerpen ver voor op de eisen van de SS. De daardoor verkregen voordelen waren bescheiden en kunnen het grote engagement slechts (zeer) gedeeltelijk verklaren.

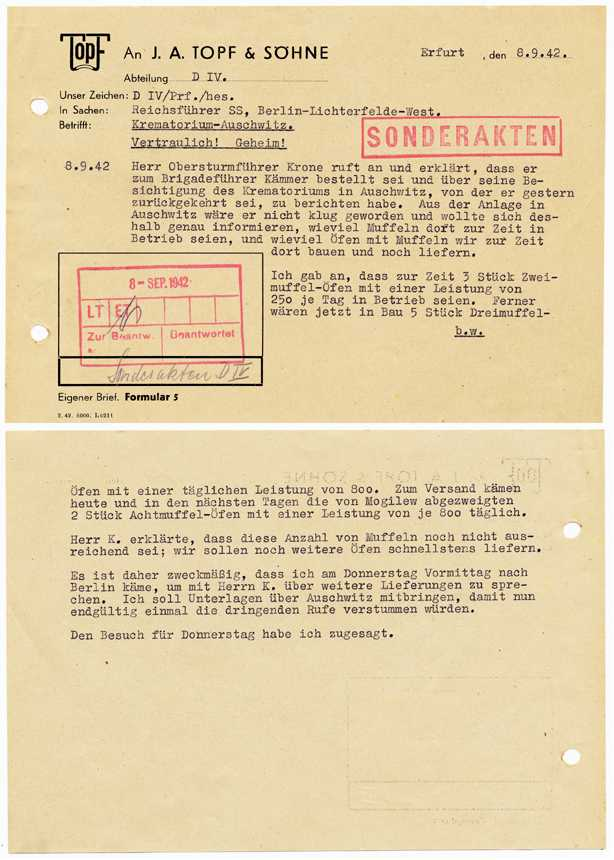
Geheime brief van een van de inspecteurs van Topf over de benodigde capaciteit van verassingsovens in Auschwitz, gedateerd 8 september 1942. Geschreven wordt over een capaciteit van 800 per dag

Noch de bedrijfseigenaars noch de betrokken medewerkers beantwoorden aan het beeld van fanatieke nationaalsocialisten of radicale antisemieten. Ook winstbejag of persoonlijk profijt zijn maar een onvoldoende verklaring voor hun handelen. Ze waren niet slechts “radertjes in het grote geheel” en evenmin alleen maar „witteboordcriminelen“. Bovendien handelden ze niet op bevel en niet onder dwang. Ze wisten heel goed waarvoor de door hen ontwikkelde techniek diende. De zakelijke relaties met de SS hadden zonder verstrekkende gevolgen afgebroken of beperkt kunnen worden. Om mee te doen volstond het blijkbaar dat uitroeiing en massamoord van staatswege gewild waren, zogenaamd de belangen van Duitsland dienden en dat het om technische uitdagingen ging die de ambitie van de ingenieurs prikkelden. De afwezigheid van medemenselijkheid tegenover de “natuurlijke vijanden” van de “volksgemeenschap” volstond voor medeplichtigheid aan de massamoord.

## Na de oorlog
De geschiedenis van het bedrijf eindigt niet met de nederlaag van het "Derde Rijk" op 8 mei 1945. Om de sporen van de misdaden uit te wissen, blies de SS in januari 1945 de crematoria van Auschwitz-Birkenau op. Maar de puinhopen bleven en getuigen van de massamoord. De restanten van de crematoria kregen al snel de symbolische betekenis van grafmonumenten en gedenkstenen. Ze geven de herinnering een gezicht en een houvast. In Buchenwald bleek na de bevrijding van het kamp in april 1945 het crematorium met zes ovens nog volledig intact. Op de deuren en luiken van deze ovens is duidelijk het merk TopF zichtbaar.  De bedrijfsleiding van Topf & Söhne alsook de betrokken medewerkers loochenden echter elke eigen schuld en medeverantwoordelijkheid aan de misdaden. De SS werd als enige schuldige afgeschilderd. Het bedrijf waarin Topf & Söhne ten tijde van de DDR opgegaan was, probeerde elke medeverantwoordelijkheid op de vroegere kapitalistische bedrijfseigenaars af te schuiven.
Het bedrijfsarchief van Topf & Söhne is pas sinds 2004 publiek te consulteren. Voordien waren grote delen van de dossiers in het bezit van Jean-Claude Pressac gekomen, die zich als eerste met de bestudering van de bouwwijze van de crematoria beziggehouden heeft. Was hij eerst een holocaustontkenner, hij kwam later tot de conclusie dat de massamoord in de crematoria van Auschwitz zowel technisch mogelijk geweest was als ook daadwerkelijk plaatsgevonden had.

## Tentoonstelling

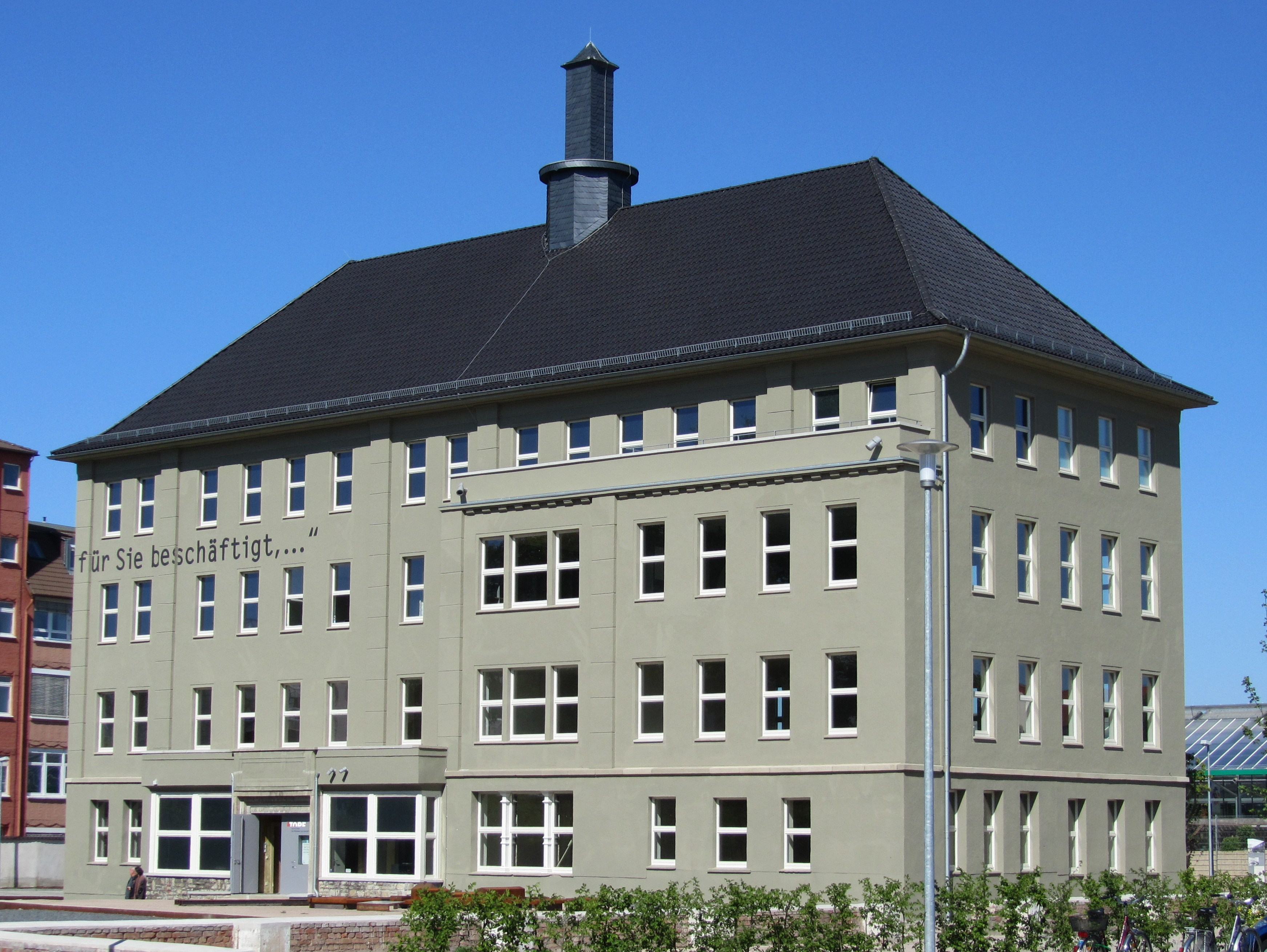
"Erinnerungsort Topf und Söhne" in Erfurt (2011)

In Mechelen was in de Noker van 13 december 2007 tot 10 februari 2008 de Duitse tentoonstelling "Een Doodgewoon Bedrijf" te zien dat handelt over J.A. Topf und Söhne.
De tentoonstelling was eerder te zien in Berlijn, Erfurt, Essen, Lage en Neurenberg. Na Mechelen reisde ze onder andere naar Mauthausen (Oostenrijk) en Wiesbaden. Daarna kreeg ze een permanente stek in de oorspronkelijke gebouwen van de firma in Erfurt. Die werden gedurende vele jaren verwaarloosd, er brak brand uit etc. De bedrijfsterreinen werden een alternatieve plek voor punkconcerten (Topf Squat). Vrijwilligers maakten een documentaire over de gebouwen.